# Château de la Citardière
Le château de la Citardière est un château situé sur la commune de Mervent, dans le canton de Fontenay-le-Comte en Vendée.

## Historique
La Citardière est connue comme fief avec droit de basse justice dès 1396 dans un aveu rendu au sire de Parthenay, seigneur de Mervent-Vouvant (déclaration écrite fournie par le vassal à son suzerain) du « fief des Houlières, paroisse de Mèrevent », rendu au sire de Partenay, seigneur de Mervent et Vouvant. En 1398, les aveux désignent également la Citardière sous les noms de « Bâtardière » ou « Radegoulière » au village des « Ouillières » (Source Maryline Raimond- Vincent). Ces aveux sont rédigés par André Macé, dit « Frondeboeuf » (décédé avant 1396) puis par sa veuve Perette de Fontenioux. Les aveux se succèdent entre les familles « De Saint-Maxent »,  « De Fontenioux » et « De Frondeboeuf » entre 1396 et 1549.
Les aveux se succèdent ainsi :
- 1402 par Jean de Saint-Maixent, second époux de Perette de Fontenioux ;
- 1446 par Simon Macé dit « Fondeboeuf », écuyer, fils de feu André et de Perette pour l’ « Hostel et hébergement du Houle » (Houllières) au Comte de Richemont ;
- 1459 par Simon Macé au Comte Dunois seigneur de Richemont,
- 1469 par Simon Macé au Comte Dunois
- 1492 par Pierre Frondeboeuf, écuyer, seigneur du Pont à la comtesse de Dunois, veuve du comte de Dunois,
- 1549 par Catherine de Frondeboeuf, fille de Pierre, veuve de François Tautel, seigneur de Tries.
- 1557: Henri de la Roche-Jousseaume dit le Baron de Chantoizeau “Le Chevalier à la plume rouge”. Le chemin menant au château porte son nom. Tantôt brigand et tantôt Robin des Bois, selon les versions dont nous disposons.
- 1586 : Jean Dejean, riche marchand achète le domaine.
- 1588: Agrippa d’Aubigné, chroniqueur d’Henri IV et gouverneur de Maillezais narre une bataille entre les troupes huguenote et catholique et fait état du manoir de la Citardière . « Après l’attaque de Vouvant, les mêmes bandes irritées furent menacées par le Duc de la Trémoille, désireux d’avoir revanche à la Cointardière (nom d'usage de la Citardière) où faisaient la guerre trois frères avec 60 arquebusiers et quelques 20 salades (fantassins). Les plus gaillards de ceux de Vouvant demandèrent congé pour aller encore jetter dedans. La Trémelle y mena 2 couleuvrines au portail, où il fallait aller sur la foi d’un pont de bois comme étant toute la place environnée de fossés de 60 pieds de gueule (env. 19m de large) profonds de demi-pique d’eau (environ 80cm) avec des murs d’enceinte parcourus par un chemin de ronde et une grande salle du corps de garde ».
- 1609 : Sieur de la Citardière : Marie Dejean fille de Jean Dejean épouse Jacques Pager qui augmente considérablement le domaine par l’achat de différentes terres et l’amélioration des bâtiments. Jacques Pager est  conseiller du Roi, maire et capitaine de Fontenay-le-Comte.
- 1625 : Après le décès de Jacques Pager, sa fille épouse Jacques de Morienne, sieur D’Atrye, receveur des tailles pour le roi, conseiller du roi pour la ville de Fontenay et riche marchand, il entreprend lui aussi des travaux de restauration. Il est anobli en 1663. Il eut pour ambition de construire un grand logis à l'arrière du château défensif. Ce projet est avorté et ne subsistent que des pierres de taille destinées à l'édifice.
- 1679 : Le domaine est saisi par Jean-Baptiste Colbert pour recouvrer une dette.
- 1692 : Le château est acheté par Charles Moriceau de Cheusse, sénéchal de Fontenay et maître des Eaux et Forêts, anobli en 1699 à 37 ans.

Le château reste ensuite dans la Famille Moriceau de Cheusse, n’est pas saisi à la Révolution mais le temps et le manque d’entretien lui font perdre une partie de son bâti.
Haut lieu du protestantisme, le château aurait servi de base militaire pour la cavalerie protestante durant les guerres de Religion d’où sa construction en forme de citadelle avec son chemin de ronde, ses ponts levis et ses très larges douves. Le sud Vendée à particulièrement souffert des guerres de Religion. 
En 1983, Nadine et Gérard Coutant acquièrent la propriété, obtiennent le classement du château et entreprennent de grands travaux de restauration des ailes Ouest et Est, des douves et de la salle des gardes. Travaux qui courent jusqu’en 1993.
En 2020, Chantal et Pierre Chauvin-Dudit deviennent propriétaires du domaine. Ils initient la restauration des couvertures et entreprennent le sauvetage du châtelet d'entrée sous la supervision d'Olivier Salmon (architecte du patrimoine et Architecte en chef des monuments historiques pour la Vendée), chantier qui sera mené à terme au printemps 2022. Une porte cochère, remarquable, de maison forte du XVIIe siècle, est installée. À l'automne 2022 débutent les travaux de restauration du Pavillon Est.  
Le château est classé au titre des monuments historiques en 1989.

## Architecture
L'ensemble est constitué de trois ailes d'un ou deux niveaux à toiture basse à l'origine protégée par un parapet qui en faisant le tour, entourant une cour rectangulaire. Quelques lignes de pierre venaient souligner les parois de schistes qui étaient à l'origine enduites. La façade principale au sud est marquée par trois pavillons, dont au centre celui qui contient l'entrée principale. Le châtelet d'entrée est  marquée d'un portail dorique à refends et fronton, percés de deux rainures destinées à un pont-levis. Les gargouilles sont en forme de canons appuyant l'utilité de place forte. 
Cette construction en carré d'île entourée de larges douves confirme l'utilité première de la construction à caractère défensif. Son aspect fortifié correspond à l'architecture des guerres de Religion, déjà un peu vieillissante sous le règne de Louis XIII, et devenue désuète au milieu du règne de Louis XIV. 
Les pavillons d'angle abritent des meurtrière et un système défensif constitué d'une herse pour en protéger l'entrée et de planchers à bascule qui ouvrent sur un trou d'eau dont on ne peut en sortir. Il subsiste les trous d'eau et l'emplacement des herses. Le pavillon d'angle Ouest abrite une pièce au décor peint en partie recouvert, il s'agit de la pièce de culte du château. 
À l'intérieur, il subsiste des pièces remarquables. Une salle du corps de garde de 165m2 construite en anse de panier, toute de pierres de taille. Les pavillons abritent deux pièces voutées en pendentif de valence l'ensemble en pierres de taille et des terrasses sommitales en pierres. Il subsiste également quelques cheminées. La cuisine d'époque est encore en place avec son alignement d'évier, potager et cheminée. Un four à pain seigneurial et restauré est en état de marche.

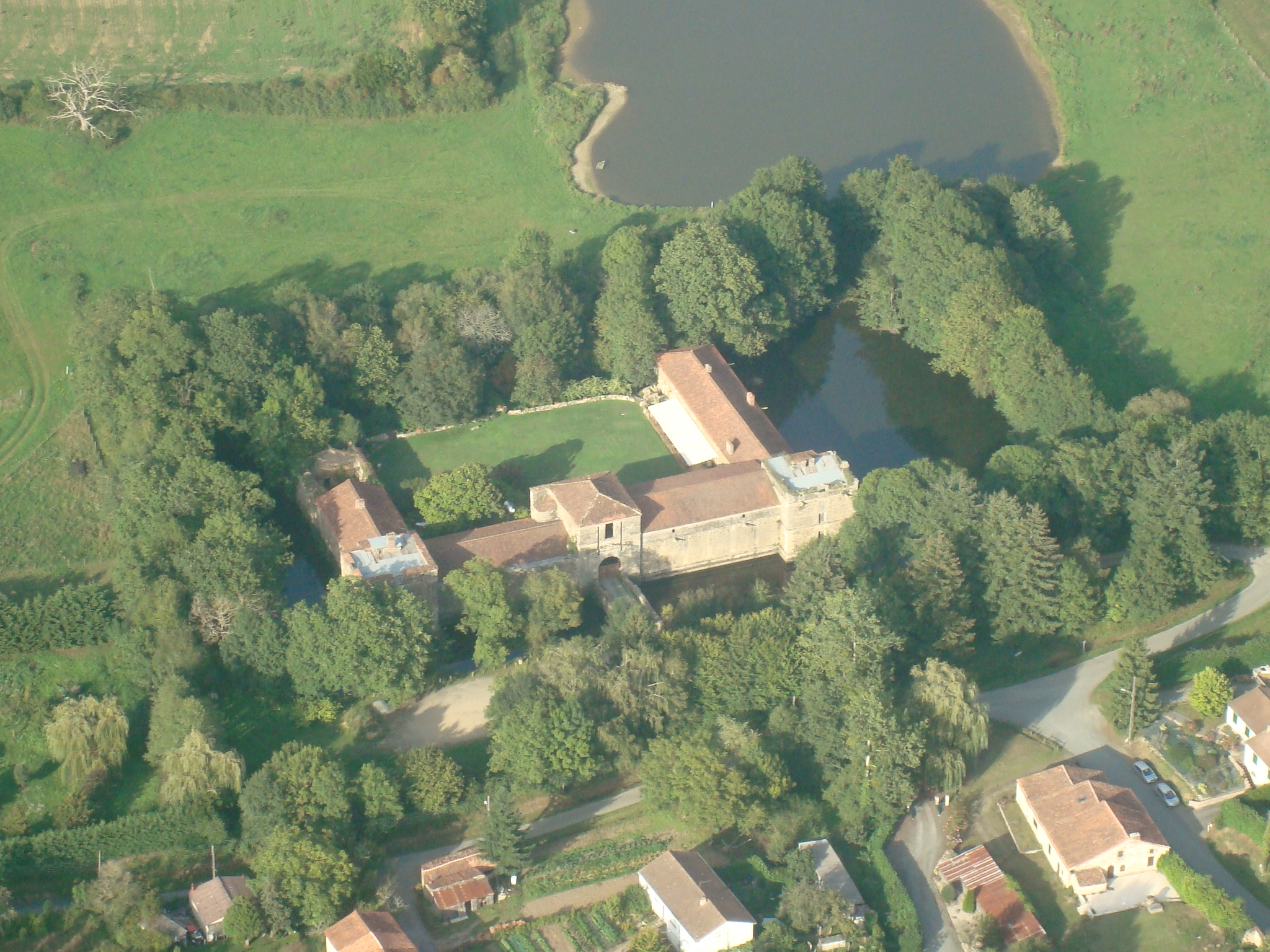
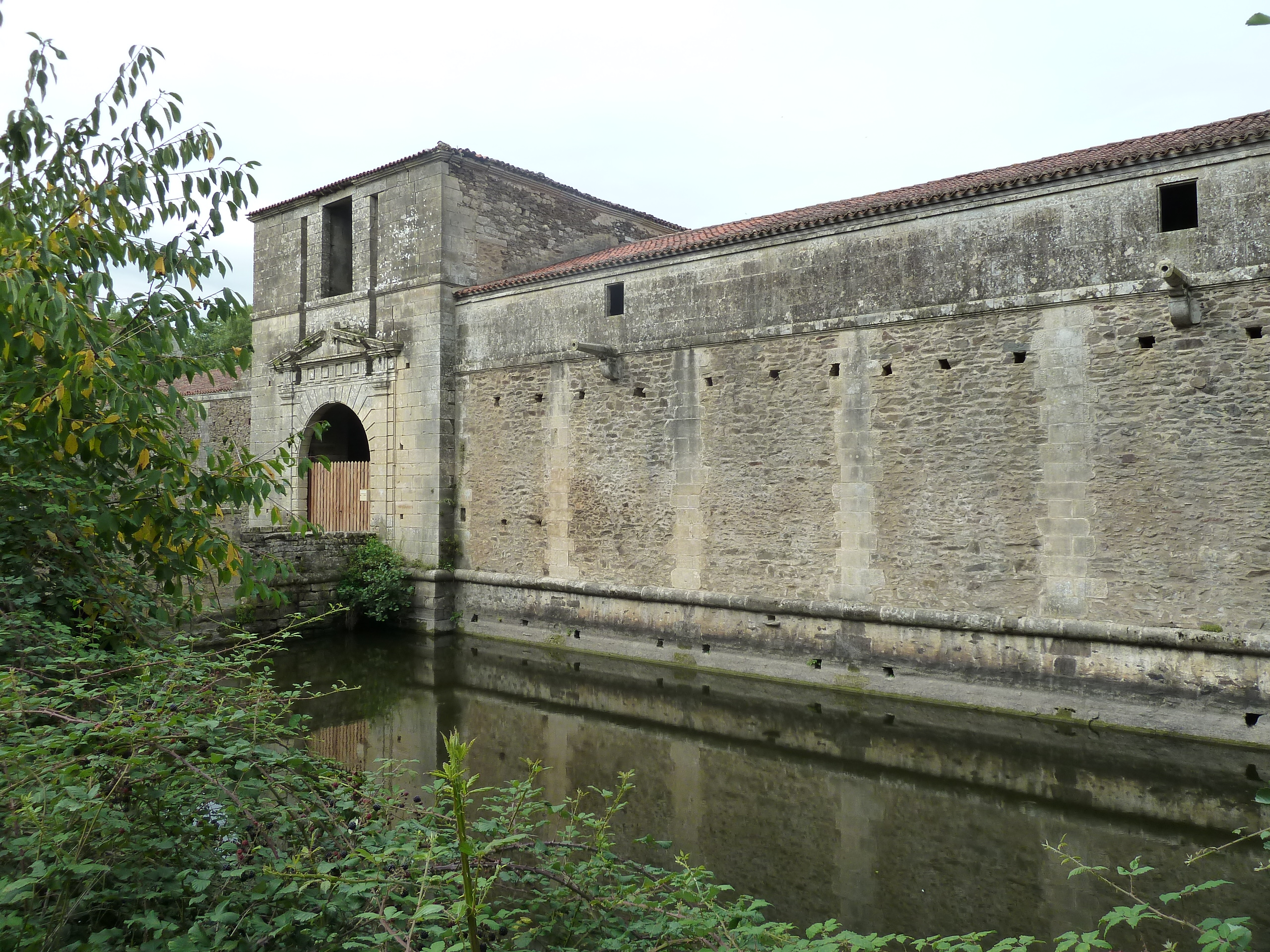
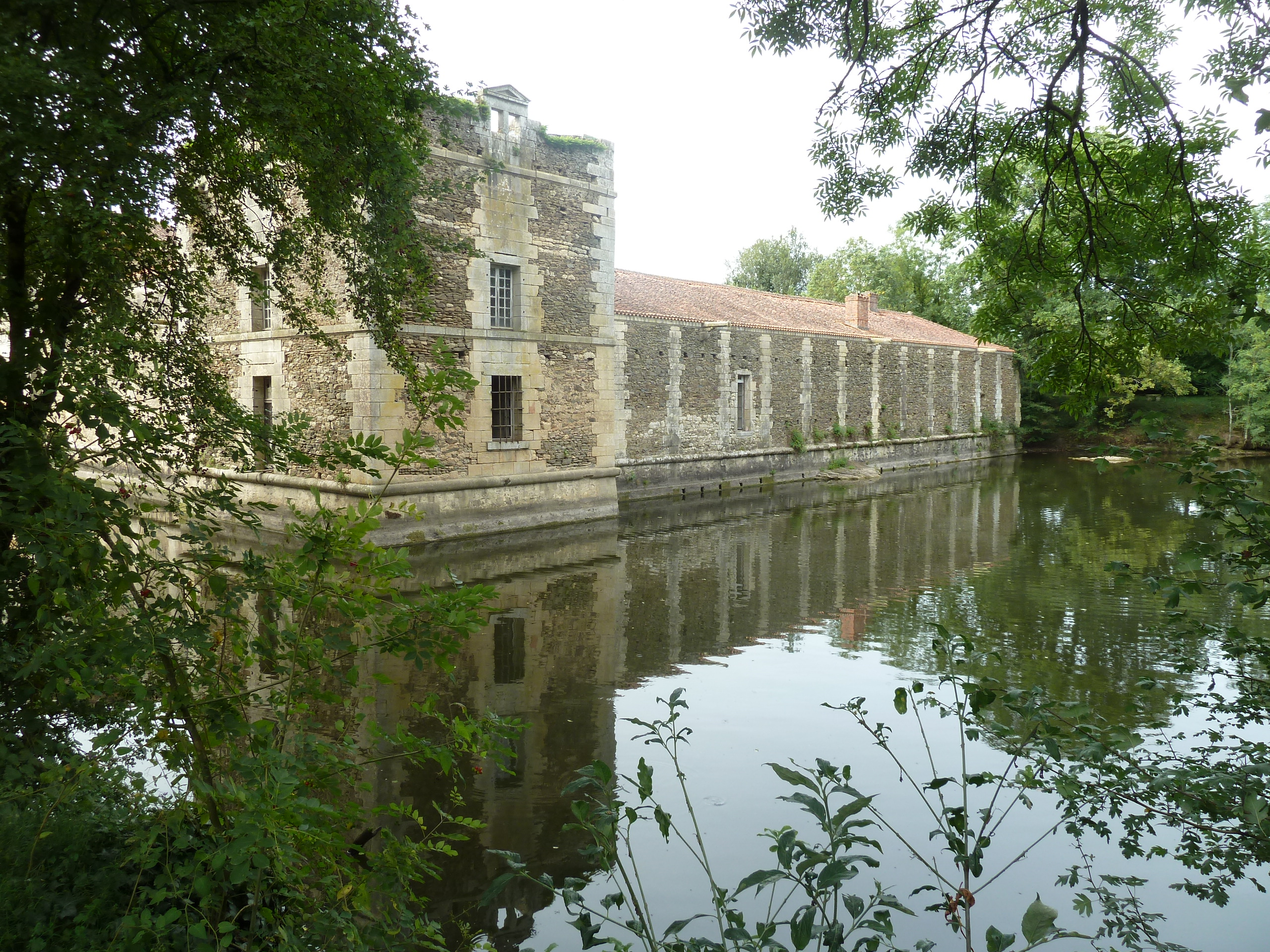